# Die Partie seines Lebens
Die Partie seines Lebens (Originaltitel: La partita) ist eine italienische Literaturverfilmung von Carlo Vanzina für die Produktionsfirma Cecchi Gori Group Tiger Cinematografica aus dem Jahr 1988 mit Matthew Modine, Faye Dunaway, Jennifer Beals und Corinne Cléry in den Hauptrollen. Der Film basiert auf dem Roman La partita von Alberto Ongaro.

## Handlung
Venedig zu Beginn des Rokoko im XVIII Jahrhundert. Francesco Sacredo, ein junger aristokratischer Heißsporn, gerade frisch aus seinem Exil in Korfu in die Lagunenstadt zurückgekehrt, versucht den Besitz seines Vaters mit allen Mitteln zurückzugewinnen, den dieser einst beim Spiel an die deutsche Gräfin von Wallenstein verloren hat.
Francesco, einmal entschlossen seinem Vater zu helfen, spielt selbst mit dem höchsten Einsatz – seinem eigenen Leben als Pfand.
Die schöne wie gerissene Gräfin wittert große Beute und hat noch einige versteckte Trümpfe in der Hinterhand. Das Spiel findet tatsächlich statt, doch wie das Leben so spielt, die Karte von Francesco sticht nicht – Pech im Spiel, Glück in der Liebe – und der junge venezianische Adlige verliert – ... die Partie und damit sich selbst. Die Gräfin triumphiert, jedoch zu früh.
Um nicht für den Rest seines Lebens in die Fänge der gewissenlosen Dame zu landen und damit zum Sklaven zu werden, flieht er mit der reizenden Lady Olivia Candioni vor ihr quer durch Europa, von Paris nach Flandern und Köln bis hin ans Meer, immer im Wissen, dass die Häscher der Gräfin ihm dicht auf den Fersen sind, denn die Macht der eitlen und skrupellosen Dame reicht weit.

## Kritiken
„Beim Versuch, den Familienbesitz zurückzugewinnen, den der Vater an eine Gräfin verloren hat, verspielt ein junger Adliger auch noch sich selbst. Daraufhin wird er von der ebenso schönen wie skrupellosen Frau durch halb Europa verfolgt. Kostümfilm, angesiedelt in Venedig Ende des 17. Jahrhunderts.“

## Produktionsnotizen
Das Szenenbild stammt von Paola Comencini, die Kostüme lieferte Roberta Guidi Di Bagno, die Spezialeffekte schuf Franco Ragusa. Dick Naastepad zeichnete als Maskenbildner verantwortlich. Drehorte waren die Cinecittà Studios, Rom in Italien.